# John Rollins
John Rollins (Richmond, Virginia, 25 juni 1975) is een golfprofessional uit de Verenigde Staten. Hij staat sinds 2012 in de top-100 van de wereldranglijst. Rollins woont in Colleyville, Texas.
Rollins studeerde aan de Virginia Commonwealth University en werd daarna in 1997 professional. Hij won onder meer drie toernooien op de Amerikaanse PGA Tour.
In 2006 won hij het B.C. Open door een laatste ronde van 63 te maken.

## Gewonnen
Buy.com Tour
- 2001: Buy.com Hershey Open

PGA Tour
- 2002: Bell Canadian Open
- 2006: B.C. Open
- 2009: Legends Reno-Tahoe Open